# GME FMK-2 Mod. 0
La FMK-2 es una granada de mano de fabricación argentina de doble propósito diseñada para el Ejército Argentino.

## Desarrollo
El Ejército Argentino necesitaba reemplazar a la FLB FMK-1 con una granada más segura y para ello la Fábrica Militar Fray Luís Beltrán diseñó la FMK-2 Mod. 0. Esta granada conserva el cuerpo esférico de la FMK-1 pero cambia completamente su mecanismo para satisfacer esa necesidad, adaptando un formato de diseño español de los años 1970. Cuenta con dos años de vida útil, siendo renovable para continuar sirviendo.

## Diseño
La granada tiene forma esférica, su cuerpo es de hierro fundido, parte superior de aluminio, piezas menores, palanca, resortes y pasador de seguridad de acero, reten del tren de fuego en reposo de latón. El cuerpo de la granada está pintado de color verde oscuro con letras de color amarillo. Su forma esférica, con tamaño y peso permiten el lanzamiento a una distancia entre los 30 y 50 metros sin que el usuario posea intensa preparación previa. Su radio de acción es de 2 a 3 metros, onda explosiva de 3 a 7 metros, esquirlas, cascos, piedras, etc. Repartición esférica en los 360° de más de 850 esquirlas, todos los puntos batidos con igual posibilidad y adecuada concentración. La granada FMK2 fue diseñada para producir doble propósito, combina cualidades de empleo defensivo y ofensivo. Se utiliza contra personal, blancos livianos, herir o matar por efecto de la onda expansiva.
La FMK-2 es una granada muy liviana en comparación a otras, esto permite llevar varias sin perder efectividad. La anilla de seguridad tiene dos pasadores, uno tipo convencional de chaveta y un pasador liso, más fácil de colocar en caso de abortar el lanzamiento un sistema de seguridad adicional o llamado de transporte es un alambre de acero que rodea la unión del cuerpo con la parte superior, a su vez se interpone bloqueando la palanca, si se saca la anilla por accidente este seguro retiene la palanca, por esto antes de usar la misma debe ser retirado. Otras de las características que se pretendió es que fuese de doble propósito, es decir, ofensiva para un avance al descubierto y lanzar la granada sin riesgos propios de ser alcanzado por la metralla un onda expansiva y defensiva sin tener que agregar ningún accesorio adicional para que se fragmente cuando el soldado esta a cubierto y pretende incrementar su poder letal, aunque pensada con un poder que permite llamarla también defensiva se aleja de aquellos pesados cuerpos de hierro fundido inestables en su troceado y fragmentación siendo a veces peligrosos para el mismo lanzador en espacios reducidos o incluso a campo abierto y logísticamente evita la disposición de los vasos de fragmentación o arrollamiento de alambre acerado.

### Funcionamiento
Retirados el seguro de transporte y la chaveta de seguridad y la granada arrojada, la palanca se desprende, quedando libre el pasador de seguro es expulsado violentamente por su resorte, en estas condiciones el resorte impulsa hacia abajo el tren de fuego y su cápsula iniciadora, deslizándose por el tubo choca su cápsula del tren de fuego contra el percutor alojado ya dentro del carga explosiva produciendo una intensa llama que enciende el retardo de 4 segundos aproximados e inicia el detonador, el detonador explota y detona la carga explosiva, finalmente el cuerpo de hierro se rompe proyectando su fragmentación.

### Sistema de seguridad
La FMK-2 utiliza el sistema de seguridad para granadas de mano español patentado en los años 70 por Don José Mena y Vieyra de Abreu, sistema que siempre mantiene el detonador en posición neutra alejado de la carga explosiva hasta que no es arrojada la granada, por esto la FMK-2 aloja su tren de fuego o detonador en la parte superior del cuerpo y de la propia carga principal, retenido por un pasador cargado a resorte y palanca retenida por una chaveta convencional y anilla, es decir que si la granada sufre aplastamiento, tiroteo, fuego directo o cualquier otra causa que hiciese activar el detonador el mismo no comunica el estímulo a la carga explosiva.

## Variantes
- FMK-8 Mod. 0 — Versión inerte para entrenamiento y prácticas. Esta variante esta pintada de color azul con letras amarillas. Su tren de fuego con pequeña carga fumígena.
- FMK-2 para fusil — Esta versión de la granada FMK-2 fue la prevista para ser lanzada con fusil, en este caso con el FAL, no deja de ser una granada estándar que se le adicionaba una guía tubular (penacho) y aletas estabilizadoras como las granadas de fusil específicas, se lanzaba con cartucho propulsor LGR FMK-11 Mod. 0 que venía junto con el accesorio siendo su alcance estimado eficaz de 350 y 400 metros según habilidad del tirador.